# 东京电灯

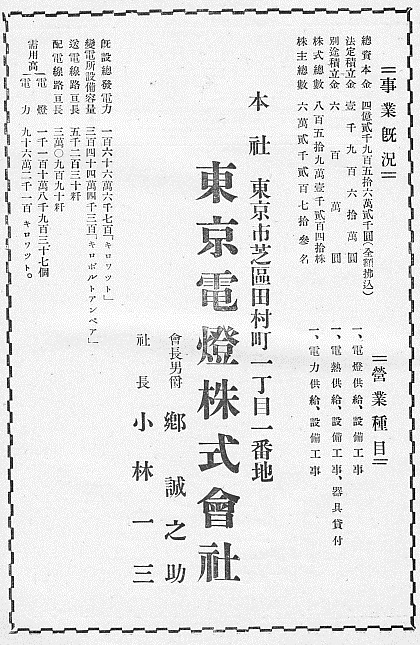
1930年代东京电灯的广告

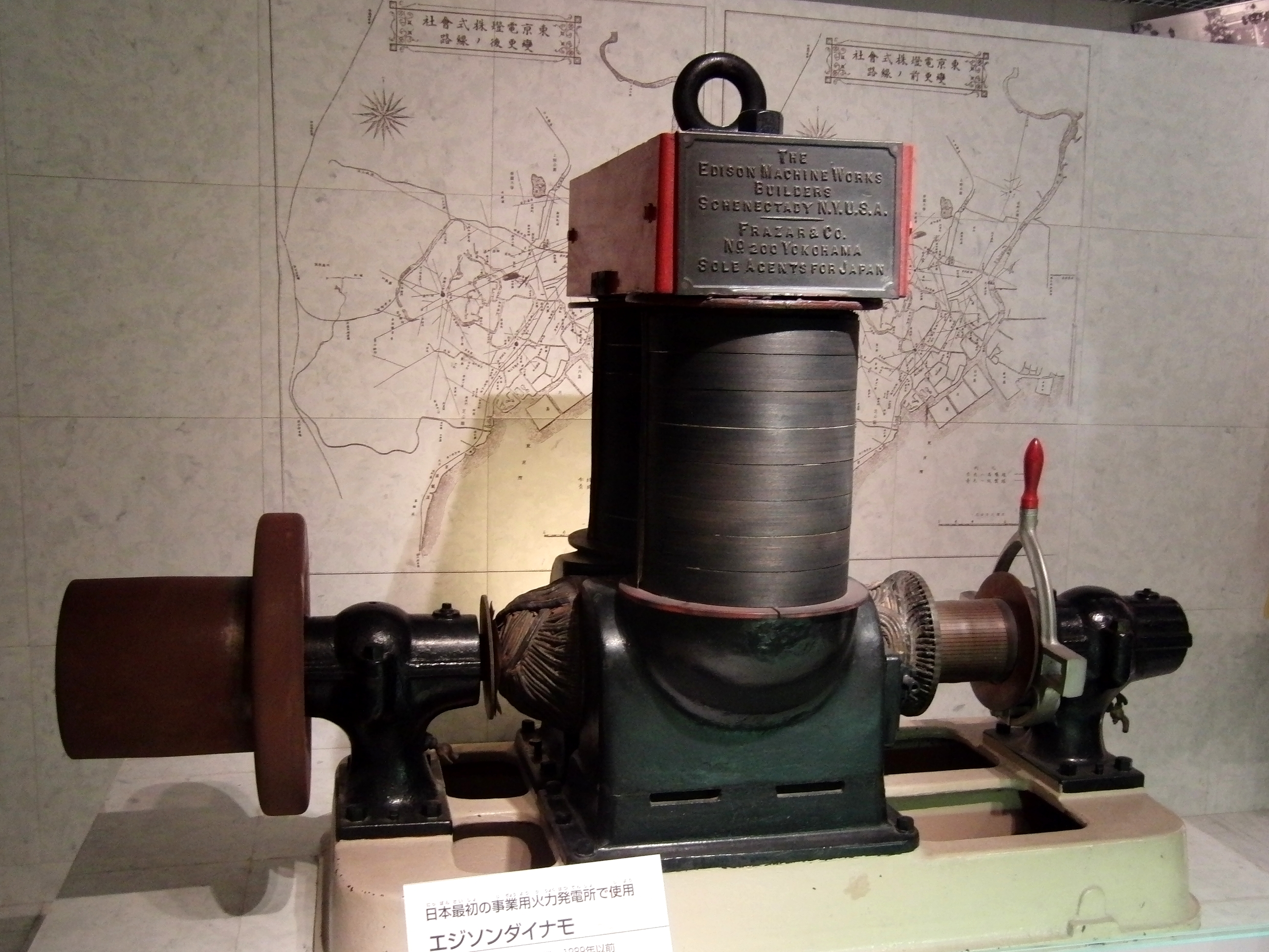
茅场町火力发电厂使用的爱迪生发电机（国立科学博物馆展出）

东京电灯株式会社 (日语：／ Tokyōdentō)是日本一间曾经存在的电力公司，也是日本第一家电力公司。

## 历史

### 创立
1882年3月18日，澀澤榮一、大仓喜八郎等人申请成立东京电灯，12月14日再次申请成立。 1883年2月15日，矢島作郎、藤岡市助、大倉喜八郎、原六郎、三野村利助、柏村信、蜂須賀茂韶等几位发起人，获得国家许可设立东京电灯。基于未来富国强军离不开电力产业的判断，获得批准的成立资本金达20万日元。
东京电灯的商业活动于1886年7月5日开始，1887年11月在东京日本桥茅场町建立了發電廠开始输电，当时东京电灯从美国爱迪生公司购入了爱迪生式直流发电机，采用220伏的低压直流输电，到同年底东京电灯已在东京都内5个地点设置发电厂。 11月29日第二電燈局开始在东京全市配电，是日本首次公用配电，输电电压是直流200V。
然而旺盛的电力需求迫使该公司转向交流输电，于1893年开始建设浅草火力发电站，该发电站配备日本生产的200千瓦高功率交流发电机，并在三年后的1896年完工。当时东京电东还在浅草发电厂使用了德国AEG制造的交流发电机，以50赫兹的交流电供电。然而此前关西地区的大阪电灯采用了美国通用电气生产的交流60Hz发电机，这也是造成日本东西電源頻率不同，并一直延续至今的原因。

### 铁路业务
此后关东地区陆续成立了品川电灯、深川电灯等新电力公司，当时电力需求量大的电气化铁路对于电力公司的业务稳定性有极大帮助，因此投资电气化铁路对电力公司具有极大的吸引力，电力公司中有些是作为铁路公司的副业，也有些电力公司利用生产剩余的电力投资电气化铁路业务。在此背景下东京电灯收购了前桥电气轨道（作为利根发电的资产被收购）、利根轨道、吾妻轨道（作为東京電力的资产被收购） 、江之岛电铁（作为横滨电气的资产被收购）等铁路公司、路线，并直接管理运营。不过东京电灯后来却出于专注电力业务的想法，将所有线路转移给东武铁道和江之岛电铁运营。另外正因为曾经由东京电灯运营，江之岛电铁线的架空线杆至今仍兼作东京电力的电线杆，悬挂着电线、电容器等输电设备。

### 竞争和收购合并

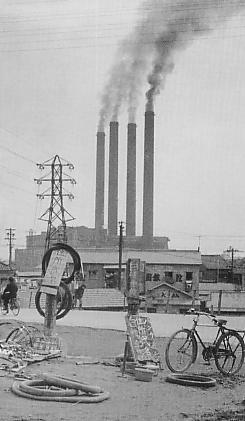
刚刚启用的千住火力发电站

从明治时期到大正末期，东京铁道、利根发电、鬼怒川水力电气、桂川电力、江户川电气、猪苗代水力电气......等，关东地区的电力公司相继成立，形成了激烈的竞争。特别是签订协议的东京市电气局与鬼怒川水力电气、桂川电力与日本电灯、东京电灯三方竞争最为激烈，出现了削价倾销的情况。 这场竞争最终于1917年结束，东京电灯收购日本电灯，标志着东京电灯在这场商业竞争中取得胜利，奠定了后来东京电灯的黄金时代。
大正末期随着电力公司的整合，东京电灯、東邦電力、大同電力、宇治川电气、日本电力并称为五大电力会社。1923年东京电灯在关东大地震中遭到严重破坏。但重建工作进展迅速，到次年2月，已恢复80%以上。 为了应对震灾重建，东京电灯于1923年6月27日发行300万英镑的公司债券，向英国进行举债，成为电力外国债券的开端。为了应对地震后迅速增加的电力需求，东京电灯在隅田川畔兴建千住火力发电站（以四个鬼烟囱而闻名），并于1929年开始供电，装机容量50,000千瓦，成为一座大型发电厂。在此期间东京电灯还在1928年4月1日，与東邦電力所属的东京电力合并。

### 经营不善与重建
然而一系列企业收购，导致东京电灯的电力产能过剩，加上地震造成的破坏、为了对抗東邦電力而向名古屋扩张的行动以失败告终、社长若尾璋八挪用公司资金用于政治活动（若尾璋八曾加入立憲政友會），甚至成立空殼公司挪用资金，以及若尾的儿子若尾鴻太郞还打算进军砂糖贸易、保险业务、投资东南亚。上述原因导致东京电灯的经营恶化，引起曾向东京电灯提供大量贷款的三井银行管理层不满。1927年三井银行的池田成彬任命郷誠之助与小林一三为董事，开始实施债务合并，若尾则于1930年被迫退出公司，之后由郷誠之助担任社长，小林担任副社长。

### 战时体制
九一八事變后中日战争一触即发，随着五一五事件、 二二六事件的发生，军方开始控制政府，军方控制的政府渴望掌控电力事业。1938年与《国家总动员法》一并颁布了《電力管理法》、《日本發送電株式會社法》、《與電力管理相關的公司債券處理法》，宣示政府完全控制电力事业的决心。
另外在1938年东京电灯成立50周年之际，经商工省许可后设立財团法人東電電气实验所，即今日的東電記念財团、東電記念科学技術研究所，在川崎设置实验所，至今仍在资助电力、能源相关的研究发展。
1939年半官营的日本发送电成立，随后又成立9家（北海道、東北、關東、中部、北陸、關西、中國 、四國、九州）半官营配电公司。在此背景下东京电灯的发送电设备被迫售予日本发送电，配电业务则于1942年4月1日并入关东配电。

### 战后变化
战后，在駐日盟軍總司令部 要求下通過《過度經濟力集中排除法》推动经济民主化，日本发送电和关东配电也被要求进行解散重组。 1951年5月1日，日本现有9家主要电力公司成立，原东京电灯所在地区成为东京电力公司的供销区域。